# Caroline Maes (Schauspielerin)
Caroline Maes (* 20. April 1976 in Lokeren) ist eine belgische Schauspielerin.

## Karriere
Die in Lokeren geborene Caroline Maes wuchs mit ihren beiden Schwestern und ihrem Bruder im Dorf Sinaai auf und besuchte später eine Schauspielschule in Ostende. Nachdem sie bereits in der belgischen TV-Serie Vennebos mitgewirkt hatte, war sie in der fünften und sechsten Staffel der belgischen Seifenoper Wittekerke in insgesamt 23 Folgen zu sehen. Sie verkörperte dabei die Rolle Maggie Dekeyzer. Später verkörperte sie in der ersten und zweiten Staffel der im VTM ausgestrahlten Krankenhausserie Spoed die Rolle Iris Van Hamme in insgesamt zwölf Folgen. Ihre wohl bekannteste Rolle verkörpert sie seit 2001 in der täglich von VTM ausgestrahlten Seifenoper. Dort wirkte sie bereits in über 3000 Folgen als Mieke Van den Bossche mit.